# Autheuil-Authouillet
 Autheuil-Authouillet  es una población y comuna francesa, en la región de Alta Normandía, departamento de Eure, en el distrito de Les Andelys y cantón de Gaillon-Campagne.

## Demografía
| 495 | 597 | 580 | 683 | 737 | 765 |
| Para los censos de 1962 a 1999 la población legal corresponde a la población sin duplicidades (Fuente: INSEE [Consultar]) |     |     |     |     |     |

## Historia
Comuna formada por la fusión en 1971 de Autheuil y Authouillet.